# Jean Lugol
Jean Lugol, né le 10 août 1788 à Montauban et mort le 16 septembre 1851 à Neuilly-sur-Seine, était un médecin français.  

## Biographie
Il étudie la médecine à Paris et devient docteur en médecine en 1812. En 1819, il travaille comme médecin à l'Hôpital Saint-Louis, un emploi qu'il occupa jusqu'à sa retraite. Après son décès, sa fille Adèle-Augustine, épousa en 1857 Paul Broca.
Lugol s'intéressait à la tuberculose et a présenté un mémoire à l'Académie royale des sciences à Paris, dans lequel il plaidait l'utilisation d'air frais, d'exercices physiques, de bains froids et de médicaments. Il a également publié quatre livres sur les « maladies scrophulaires » et leur traitement (1829, 1830, 1831, 1834).
Il a suggéré que sa solution iodée de Lugol pourrait être utilisée dans le traitement de la tuberculose. Cette assertion a suscité un grand intérêt à l'époque. Bien qu'inefficace dans le traitement de la tuberculose, la solution de Lugol a été utilisée avec succès dans le traitement de la thyréotoxicose par Plummer.
La solution de Lugol est aussi utilisée comme colorant vital en endoscopie digestive : elle est absorbée par les cellules normales de l'œsophage. Les zones ne prenant pas le colorant sont anormales et les biopsies orientées à leur niveau permettent d'améliorer le dépistage du cancer de l'œsophage dans les groupes à haut risque.

## Œuvres et publications
- De l'adolescence, considérée comme cause de plusieurs maladies et comme époque critique de quelques autres [thèse présentée et soutenue à la Faculté de médecine de Paris le 27 mars 1812], Texte intégral.
- Discours sur le système naturel des idées appliqué à l'enseignement de la médecine, Croullebois (1815).
- Recherches et observations sur la gale, Croullebois (Paris), 1821.
- « Mémoire sur l'emploi de l'iode dans les maladies scrofuleuses » lu à l'Académie Royale des Sciences le 22 juin 1829, précédé du Rapport fait à l'Académie des sciences, par MM. Duméril et Magendie, J.B. Baillière (Paris), 1829, lire en ligne sur Gallica.
- Mémoire sur l'emploi des bains iodurés dans les maladies scrofuleuses ; suivi dʹun tableau pour servir à lʹadministration des bains iodurés selon les âges, J.-B. Baillière (Paris), 1830.
- Troisième mémoire sur l'emploi de l'iode dans les maladies scrofuleuses, suivi d'un précis sur l'art de formuler les préparations iodurées. [précédé du rapport fait à l'Académie des sciences], Baillière (Paris), 1831.
  - (en) Essays on the effects of iodine in scrofulous diseases : including an inquiry into the mode of preparing ioduretted baths, trad. W. B. O'Shaughnessy, Londres, 1831
- Mémoires sur l'emploi de l'iode et des bains iodurés dans les maladies scrofuleuses, Edouard Meissner, 1836.
- Recherches et observations sur les causes des maladies scrofuleuses, Fortin et Masson (Paris), 1844.
  - (en) Researches and observations on the causes of scrofulous diseases, Londres, 1844
  - (en) Researches on scrofulous diseases, trad. A. Sidney Doane, New York, 1847 (2e  éd.)

Traductions
- Leonhard Ludwig Finke (de), Histoire de l'épidémie bilieuse qui eut lieu dans le comté de Tecklenbourg, depuis l'année 1776 jusqu'à l'année 1780 ; suivie de plusieurs Histoires de maladies bilieuses anomales observées pendant le cours de l'épidémie, ouvrage traduit du latin avec des remarques et des observations pour servir à l'Histoire générale des fièvres bilieuses, par J.-G.-A. Lugol, Croullebois (Paris), 1815. — Le livre de Finke est de 1779.

### Éponymie
- Solution de Lugol